# Yambo Records
Yambo Records was een Amerikaans blues-platenlabel. Het werd eind jaren zestig opgericht door Willie Dixon, nadat hij Chess Records had verlaten. Het label was gevestigd in 7711 South Racine Avenue in Chicago, waar Dixon nog twee andere ondernemingen had: Blues Factory en Soul Productions. Later kreeg Yambo Records twee sublabels, Spoonful en Supreme.
In 1971 verscheen Dixon's album "Willie Dixon's Peace?" op het label. Andere musici die op het label uitkwamen waren onder meer Koko Taylor, Margie Evans, J.J. Taylor, Honey Duo Twins, Lucky Peterson, James Peterson en McKinley Mitchell. Het label sloot midden jaren zeventig zijn deuren.